# Skorki Argentyny
Skorki Argentyny, dermapterofauna Argentyny – ogół taksonów owadów z rzędu skorków (Dermaptera), których występowanie stwierdzono na terenie Argentyny.
Według checklisty autorstwa Fabiana Haasa, bazującej na publikacjach wydanych do 1999 roku, w Argentynie stwierdzono 37 gatunków, 15 rodzajów i 5 rodzin skorków.

## Anisolabididae
- Anisolabis maritima (Bonelli,1832)
- Brachylabis chilensis (Blanchard, 1851)
- Euborellia annulipes (Lucas, 1847)
- Euborellia janeirensis (Dohrn, 1864)

## Kleszczankowate(Spongiphoridae)
- Circolabia arcuata (Scudder, 1876)
- Labia minor (Linnaeus, 1758) – kleszczanka
- Marava parva (Burr, 1912)
- Marava silvestrii (Borelli, 1905)
- Mecomera chacoensis (Borelli, 1912)
- Sparatta incerta Borelli, 1905
- Sparatta nigrina Stal, 1855
- Sparatta pelvimetra Audinet-Serville, 1839
- Sparatta rufina Stal, 1855
- Sparatta semirufa Kirby, 1896
- Spongiphora bormansi Burr, 1897
- Spongiphora croceipennis Audinet-Serville, 1831
- Spongovostox alter Burr, 1912
- Vostox asemus (Hebard, 1920)
- Vostox bertonii (Borelli, 1905)
- Vostox brunneipennis (Audinet-Serville, 1839)
- Vostox dubius (Moreira, 1931)
- Vostox recurrens (Burr, 1912)

## Obcężnicowate(Labiduridae)
- Labidura riparia (Pallas, 1773) – obcążnica nadbrzeżna
- Labidura xanthopus (Stal, 1855)

## Pygidicranidae
- Esphalmenus argentinus Hincks, 1959
- Esphalmenus basidentatus Brindle, 1984
- Esphalmenus bidentatus Brindle, 1984
- Esphalmenus lativentris (Philippi, 1863)
- Esphalmenus rostratus Brindle, 1984
- Esphalmenus silvestri (Borelli, 1902)
- Pyragra fuscata Audinet-Serville, 1831
- Pyragra paraguayensis Borelli, 1904

## Skorkowate(Forficulidae)
- Doru gracilis (Burmeister, 1838)
- Doru lineare (Eschscholtz, 1822)
- Doru luteipes (Scudder, 1876)
- Doru platensis Borelli, 1912
- Doru taeniatum (Dohrn, 1862)